# TANGO
TANGO (от англ. TAco Next Generation Objects) — свободная объектно-ориентированная система, предназначенная для управления ускорителями, экспериментальными установками, а также различным оборудованием и программным обеспечением. Система TANGO активно разрабатывается сообществом (в основном) операторов синхротронов
TANGO — распределённая система управления. Она может работать как на одной, так и на сотнях машин. TANGO использует omniorb реализацию CORBA в качестве сетевого протокола. Основной моделью взаимодействия является модель клиент-сервер. Взаимодействие между клиентами и серверами может быть синхронным, асинхронным, либо событийно-ориентированным.
TANGO основана на принципах объектной и сервисной ориентированности. Объектная модель TANGO поддерживает методы, атрибуты и свойства. В TANGO все объекты являются представлениями устройств.
В состав TANGO входит база данных, в которой хранятся все зарегистрированные в системе устройства, среда быстрой разработки приложений, а также большое число вспомогательных инструментов.

## Основные компоненты TANGO

### Средства разработки и развёртывания приложений

#### JIVE
JIVE — независимое Java-приложение, созданное для просмотра и редактирования базы данных TANGO. JIVE написан на Swing и для его запуска требуется виртуальная машина Java версии выше 1.8.0.

#### POGO
POGO — генератор кода для серверов устройств TANGO.

### Средства запуска и управления системой TANGO

#### Astor/Starter
Astor — программный менеджер для системы TANGO. Astor может:
- Управлять хостами;
- Запускать/останавливать сервера устройств;
- Посылать простые команды серверу устройства.

### Архивирование
Система TANGO также содержит встроенную систему архивирования, использующую либо MySQL либо Oracle. Система архивирования позволяет сохранять необходимые вам данные, поступающие от устройств.

## Сервера устройств
TANGO в первую очередь используется, чтобы предоставить доступ к оборудованию по локальной сети. При этом диапазон оборудования может меняться от простейших регистров ввода-вывода, пересылающих отдельные байты, до сложнейших детекторных систем или даже целых систем управления заводом. Доступ к оборудованию программируется в процессах, называемых Сервер устройства (англ. Device Server). Сервер устройства реализует классы, обеспечивающие доступ к оборудованию. В процессе работы сервер устройства создаёт экземпляры устройств, отображающие логические сущности компонент оборудования. Клиент взаимодействует с устройствами, используя TANGO протокол.

## Поддерживаемые языки программирования
- C
- C++
- Java
- JavaScript via Tango REST API
- Python
- Matlab
- LabVIEW

## Лицензия
TANGO распространяется в основном под двумя лицензиями. Библиотеки лицензируются в соответствии с GNU Lesser General Public License (LGPL). Средства разработки и сервера устройств лицензируются (если не указано иное) под GNU General Public License (GPL). Также часть библиотек/компонент распространяются под MIT или Apache 2.0 лицензиями.

## Консорциум
Консорциум — группа институтов, активно разрабатывающих TANGO. Чтобы присоединиться к консорциуму институт должен подписать Меморандум и активно принимать участие в разработке TANGO. В настоящее время консорциум состоит из следующих институтов:
1. ESRF — Европейский центр синхротронного излучения, Гренобль, Франция
2. SOLEIL — Синхротрон Soleil, Париж, Франция
3. ELETTRA — Синхротрон Elettra, Триест, Италия
4. ALBA — Синхротрон Alba, Барселона, Испания
5. DESY — Синхротрон Petra III, Гамбург, Германия
6. MAX IV — Синхротрон MAX-IV, Лунд, Швеция
7. Solaris — Синхротрон Solaris, Краков, Польша
8. INAF — Итальянское национальное астрономическое общество
9. SKAO — Square Kilometer Array Organization, головная структура строительства радиотелескопа SKA в ЮАР

Цель консорциума — гарантировать развитие TANGO.

## Использование в России
Система TANGO используется:
- на станциях Курчатовского источника синхротронного излучения,
- для управления ускорительным комплексом ионного коллайдера NICA, ОИЯИ, Дубна,
- в ускорителе ЛИУ-20 ИЯФ СО РАН, Новосибирск.